# Аксіос
А́ксіос (грец. ἄξιος — «достойний, гідний») — виголошення архієреєм при хіротонії (рукопокладенні) диякона, ієрея, єпископа; а також при інтронізації Патріархів. Варто звернути увагу, що у візантійській традиції виголос «Аксіос» є не запитанням, а ствердженням.

## Історія
Найдревніше з відомих писемних свідчень про використання цього виголосу сягає III—IV століття. Писемний сирійський твір «Заповіт Господа нашого Ісуса Христа» згадує, що тричі «Аксіос» співав народ після рукоположення єпископа.
А починаючи з XIV ст. грецькі джерела вказують вживати цей виголос під час рукоположення і священиків, і дияконів.

## У Православній і Греко-католицькій церкві
Виголошується архієреєм, а потім повторюється священнослужителями та всім кліром. Здійснюється при одяганні новопоставленого у священні шати, відповідні його сану. Клір висловлює цим вигуком своє свідоцтво про непорочне життя.
За тлумаченням Симеона Солунського:

Аксіос тричі голосно співається в середині вівтаря, і поза ним на знак того, що всі вірують у благодать бути образом Христа, стверджують це разом із небесними чинами і дивно радіють їй. Проголошується «аксіос», оскільки ставленик став гідним цього перед Богом, розпізнаний ангелами та людьми, та повинен і надалі вести себе гідно справі священнослужіння. Тому, це виголос належить також приймати за молитву: «нехай він стане достойним». Архієрей виголошує «аксіос», оскільки розіп'ятий Спаситель зробив його достойним, і про це урочисто співається тричі у вівтарі та поза ним, оскільки з ним усі погоджуються, і радіють, і підтверджують дію благодаті.

## У Католицькій церкві
У Католицькій церкві вигук «Dignus est», аналогічний «аксіос», вимовляється до здійснення таїнства рукоположення. Його виголошує народ, а не єпископ, що є свідченням ранньої участі народу в обранні кліриків.

## Фрагмент хіротонії диякона на священика
Вона розпочинається після співу: «Щоб підняти Царя всіх»…
Після того, як два інших диякона проведуть ставленика з середини храму Царськими вратами до Вівтаря, він творить поклін перед єпископом, який сидить з лівого боку Престолу. Ставленик встає з колін і, ведений священиком, обходить навколо престолу. Біля кожного кута престолу він хреститься і цілує його.
Духовенство, а потім хор співає тропар: «Святі мучениці …». Далі ставленик стає перед архієреєм, робить перед ним земний поклін, і стоячи на колінах, цілує його праве коліно і руку.
Потім ставленик піднімається з колін. Співають тропар «Слава Тобі, Христе Боже …». Ставленик, разом із старшим священиком, вдруге обходять престол, прикладаючись до його чотирьох кутів. Далі він знову зупиняється перед єпископом, робить земний поклін і, стоячи на колінах, цілує край омофора і руку.
Потім ставленик піднімається з колін, а хор співають ірмос: «Ісає ликуй …». Ставленик, ведений священиком, втретє обходить престол, прикладаючись до його чотирьох кутах. Далі ставленик разом зі священиком стають перед престолом. Ставленик і священик два рази хрестяться і кланяються поясним поклоном. Потім священик і ставленик втретє хрестяться, і ставленик робить перед престолом земний поклін.
Священик відводить ставленика до правого переднього кута престолу. А далі той стає на обидва коліна, покладає хрестоподібно свої руки на край престолу і прихиляє на ці руки свою голову.
Архієрей піднімається, підходить до ставленика, знімає митру, ставить її на престол, покладає на главу ставленика омофор, благословляє його по чолі тричі та кладе на голову ставленика руки.
І далі читає молитву: «Божественна Благодать …». Духовенство тихо і не поспішаючи співає: «Господи, помилуй» тричі. Після них хор співає: «Киріє елейсон» тричі. Архієрей таємно читає відповідні молитви. 1-й священик тихо читає особливу ектенію, а 2-й священик тихо відповідає на прохання ектенії: «Господи, помилуй». Архієрей закінчує читання молитов, знімає з голови ставленика омофор. Архієрей торкається до руки ставленика, і ставленик піднімається з колін.
А по цьому іподиякони підводять ставленика до архиєрея. Архієрей, переважно стоячи в царських воротах, знімає з плеча ставленика орар. Іподиякон подає єпископу священицьке облачення (єпитрахиль, пояс і фелон), які архієрей послідовно показує народу і виголошує: «Аксіос».
Ставленик хреститься, цілує хрест на одязі та руку архієрея. Архієрей покладає облачення на ставленика. Після облачення в фелонь на ново висвяченого так само одягається ієрейський хрест, а потім, також із проголошенням «Аксіос», вручається служебник.
Після цього архієрей вітається зі ставлеником, кажучи: «Христос посеред нас», а ставленик цілує праве і ліве плечі Архієрея і його руку зі словами: «і є і буде». Далі ієрей відходить на правий бік Престолу та стає праворуч першого священика.

## Анаксіос
Церковної історії відомі випадки вживання вигуку «Анаксіос» (ἀνάξιος — недостойний). наприклад:
- при інтронізації Демофіла архієпископом Константинопольским в 370 году[4] чи при знятті сану з священнослужителів (наприклад, його вимовляли при знятті вбрання з константинопольського патріарха Ігнатія у 857 році[5]